# XXIII Giochi del Sud-est asiatico
I XXIII Giochi del Sud-est asiatico si sono svolti a Manila, nelle Filippine, dal 27 novembre al 5 dicembre 2005.

## Paesi partecipanti
Ai giochi hanno partecipato 5336 atleti provenienti da undici nazioni:
- Brunei
- Cambogia
- Indonesia
- Laos
- Malaysia
- Birmania
- Filippine (Ospitante)
- Singapore
- Thailandia
- Timor Est
- Vietnam

## Discipline
In totale si sono disputati 443 eventi sportivi per 40 discipline.

## Medagliere
*   Paese ospitante
| Posiz. | Nazione    | Oro | Argento | Bronzo | Totale |
| ------ | ---------- | --- | ------- | ------ | ------ |
| 1      | Filippine* | 113 | 84      | 94     | 291    |
| 2      | Thailandia | 87  | 78      | 118    | 283    |
| 3      | Vietnam    | 71  | 68      | 89     | 228    |
| 4      | Malaysia   | 61  | 49      | 65     | 175    |
| 5      | Indonesia  | 49  | 79      | 89     | 217    |
| 6      | Singapore  | 42  | 32      | 55     | 129    |
| 7      | Birmania   | 17  | 34      | 48     | 99     |
| 8      | Laos       | 3   | 4       | 12     | 19     |
| 9      | Brunei     | 1   | 3       | 2      | 6      |
| 10     | Cambogia   | 0   | 3       | 9      | 12     |
| 11     | Timor Est  | 0   | 0       | 3      | 3      |
| Totale | Totale     | 444 | 434     | 584    | 1462   |